# تمييز تحليلي تأليفي

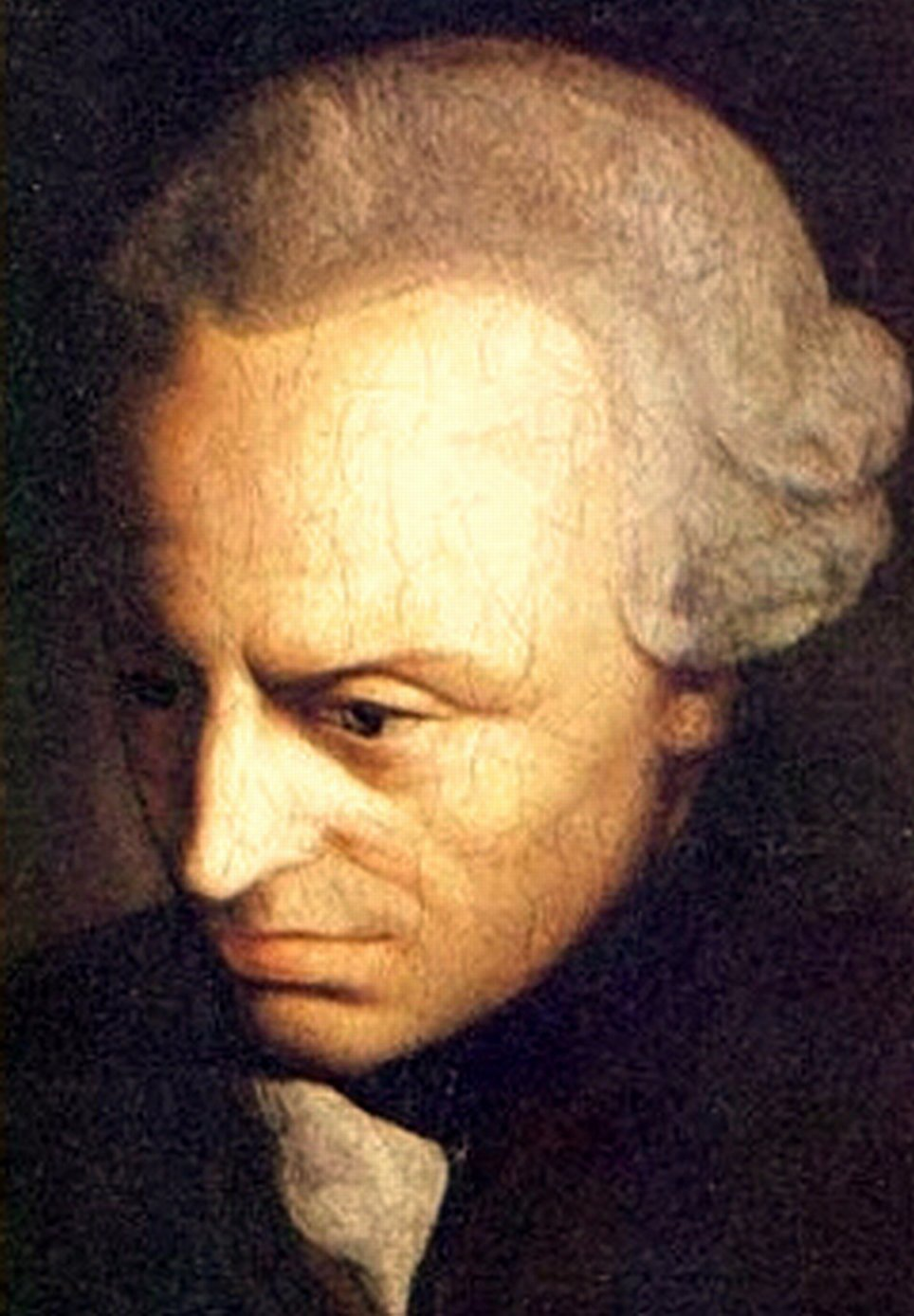
إيمانويل كانط، فيلسوف بروسي

التمييز بين التحليلي والتأليفي هو تمييز مفاهيمي، يُستخدم في المقام الأول في الفلسفة لتمييز القضايا إلى نوعين: القضايا التحليلية والقضايا التأليفية. تُعد القضية التحليلية صحيحة بحكم معناها، بينما تُعد القضية التأليفية صحيحة من خلال كيفية ارتباط معناها بالعالم. ومع ذلك، استخدم الفلاسفة هذين المصطلحين بطرق مختلفة جدًا. وعلاوة على ذلك، ناقش الفلاسفة ما إذا كان هناك تمييز مشروع أم لا.

## كانط

### الاحتواء المفاهيمي
كان الفيلسوف إيمانويل كانط أول من استخدم مصطلحي «تحليلي» و «تأليفي» لتقسيم الأحكام إلى نوعين. ويقدم كانط التمييز بين التحليلي والتأليفي في مقدمة كتابه نقد العقل الخالص (1781/1998, A6-7/B10-11). وفيه قال أنه يقيد اهتمامه بالأحكام التوكيدية ذات الحامل والمحمول، ويُعرف «الحكم التحليلي» و «الحكم التأليفي» على النحو التالي:
- الحكم التحليلي: هو الحكم الذي يكون فيه المحمول[ملاحظة 2] مشتملًا عليه في أُفهوم[ملاحظة 3] الحامل.
- الحكم التأليفي: هو الحكم الذي لا يكون فيه المحمول مشتملًا عليه في أفهوم الحامل.

أمثلة على الأحكام التحليلية، في تعريف كانت، تشمل:
- «جميع العزاب غير متزوجين.»
- «جميع المثلثات لها ثلاثة أضلاع.»

مثال كانت نفسه هو:
- «جميع الأجسام ممتدة،»، أي تشغل حيزًا مكانيًا. (A7/B11)

كل واحد من هذه الأمثلة هو حكم توكيدي من حامل ومحمول، ويرد أفهوم المحمول، في كل مثال، مع أفهوم الحامل. حيث أفهوم «عازب» يشتمل على المحمول «غير متزوج»؛ والحامل «غير متزوج» يعد جزءًا من تعريف أفهوم «عازب». وبالمثل، مع أفهوم «المثلث» له «ثلاثة أضلاع،» وما إلى ذلك.
أمثلة على الحكم تأليفي، عند كانط، تشمل:
- «جميع العزاب غير سعداء.»
- «جميع المخلوقات التي لها قلوب لديها كلى.»

مثال كانط نفسه هو:
- «جميع الأجسام ثقيلة،» (A7/B11)

كما هو الحال مع الأحكام التحليلية، كل واحد من هذه الأمثلة هو حكم توكيدي من حامل ومحمول. ومع ذلك، لا يشتمل في أي من هذه الحالات أفهوم الحامل على أفهموم المحمول. فأفهوم «عازب» لا يتضمن أفهموم «غير سعيد»؛ وأفهموم «غير سعيد» ليس جزءًا من الأفهموم «عازب.» وينطبق الشيء نفسه مع «المخلوقات التي لها قلوب» و «لديها كلى»؛ حتى لو كان كل مخلوق له قلب لديه أيضًا كلى، إلا أن أفهوم «مخلوق له قلب» لا يتضمن أفهوم «له كلى.»

### التمييز بين القبْلي والبَعدي
في مقدمة كتاب نقد العقل المحض، يُقارن كانت تميزه بين الأحكام التحليلية والتأليفية مع تميز آخر، وهو التميز بين أحكام القبلية والبعدية. ويُعرف هذين المصطلحان كما يلي:
- حكم قبْلي: هو حكم لا يعتمد تبريره على التجربة. وعلاوة على ذلك، يمكن التحقق من صدقه من خلال التجربة، لكنه لا يرتكز على التجربة. ولذلك، فهو ضروري منطقيًا.
- حكم بَعدي: هو حكم يعتمد تبريره على التجربة. فلا يَصدق إلا من خلال التجربة. وبالتالي، فهو مشروط منطقيًا.

أمثلة على الأحكام القبلية، تشمل:
- «جميع العزاب غير متزوجين.»
- «7 + 5 = 12.»